# Rangierung

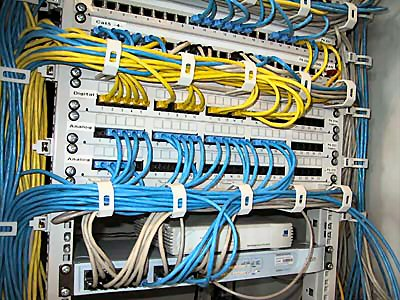
Rangierungen in einem Verteilerschrank

Eine Rangierung (auch Patch) ist in der Informations- und Kommunikationstechnologie die Verbindung von Schaltpunkten in einem Verteiler mit einem Draht (Rangierdraht, Schaltdraht) oder einem steckbaren Kabel (Rangierkabel, Patchkabel) mit Kupfer- oder Lichtwellenleiter. Das Herstellen einer Rangierung wird rangieren oder patchen genannt.
Beispiele für Rangierungen:
- Drahtverbindung zwischen zwei Leisten im Hauptverteiler einer Vermittlungsstelle
- Drahtverbindung zwischen zwei Endverschlüssen im Kabelverzweiger
- Patchkabel bei einem Rangierfeld.

Im Gegensatz zu Festverdrahtungen werden Rangierungen überall dort bevorzugt, wo mit Erweiterungen oder Änderungen der Anlagen oder von Anlagenteilen gerechnet werden muss, so dass diese mit vertretbarem Aufwand realisiert werden können.
Schaltdrähte für Rangierungen sind in der Norm DIN VDE 0812 standardisiert.
Derzeit werden Lösungsansätze entwickelt, um das manuelle Rangieren mit Hilfe von ferngesteuerten Schaltmatrizen zu automatisieren.